# Tranvías de Rengo
Los tranvías de Rengo fueron un sistema de tranvías en la localidad homónima, existente entre 1872 y 1927.

## Historia

### Tranvías de sangre

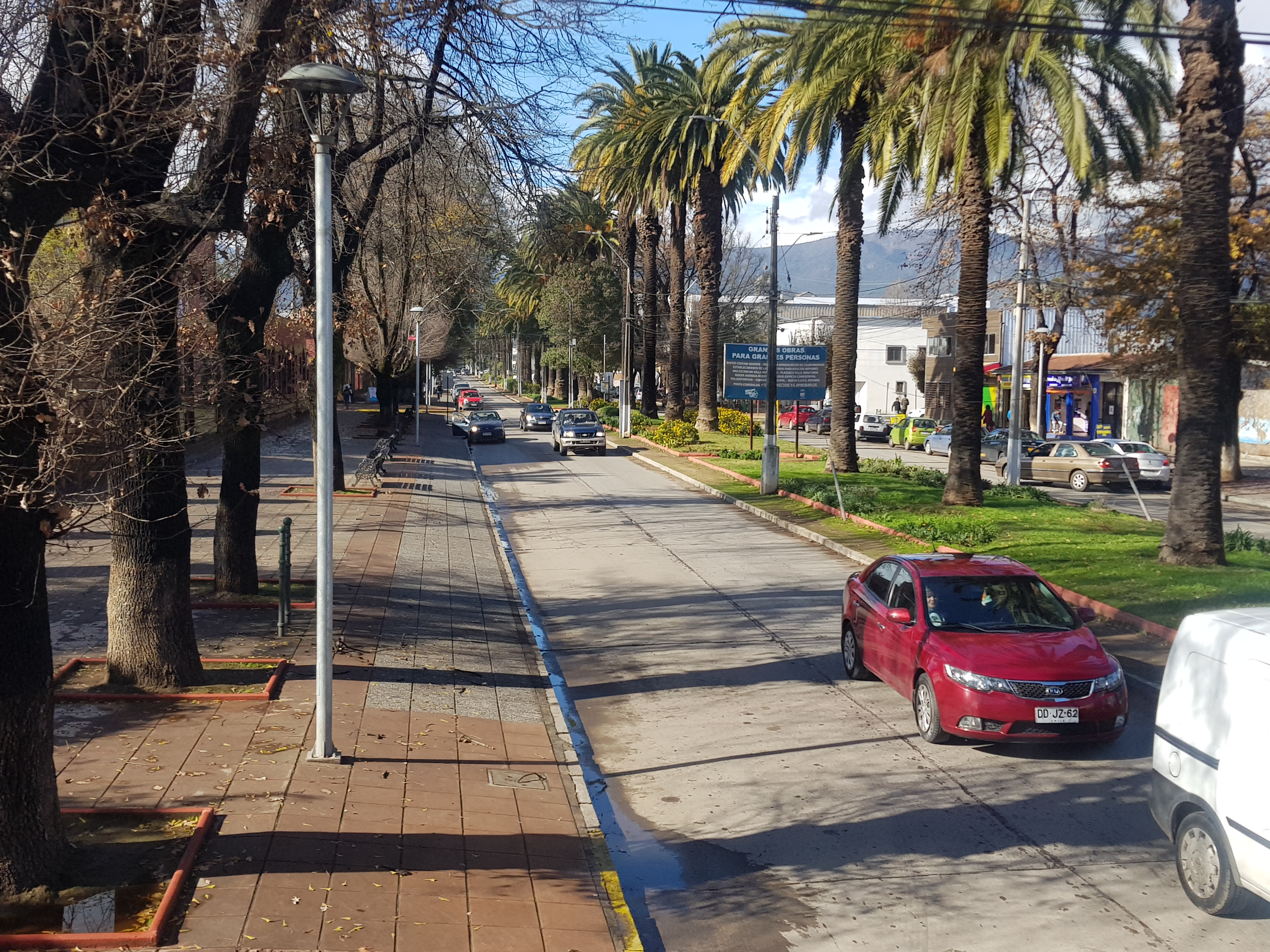
Avenida José Bisquert, una de las calles por las que circulaban los tranvías de Rengo.

Allen Morrison señala que el servicio de tranvías de sangre —a tracción animal— se inició en Rengo en 1872, si bien existen otros registros —como por ejemplo la Estadística anual de la República de Chile— que señalan la fecha de inicio de dicho medio de transporte en 1885. El recorrido del Ferrocarril Urbano de Rengo —nombre que recibió inicialmente la empresa— se iniciaba en la intersección de Tucapel con José Bisquert (cerca de la estación de ferrocarriles), continuando por esta última avenida hasta Arturo Prat, en donde enfilaba hacia el norte continuando por dicha vía hasta el sector denominado La Isla, con una longitud total de 4,5 km.
Existen inconsistencias respecto de la trocha que poseía el tranvía de Rengo durante su época en que utilizó carros de sangre, registrándose en diversas fuentes anchos de 1100, 1200, 1470 y 1650 mm. El capital del Ferrocarril Urbano de Rengo ascendía en 1909 a 12 000 pesos de la época y poseía un personal de 6 hombres.

### Tranvías eléctricos
El 18 de abril de 1917 la Compañía Eléctrica Caupolicán obtuvo la concesión para electrificar la línea de tranvías, para lo cual se constituyó una nueva empresa denominada «Compañía de Tranvías Eléctricos de Rengo» el 2 de junio, la cual fue legalizada por el gobierno el 11 de septiembre. El contrato entre la empresa eléctrica y la Municipalidad de Rengo fue firmado el 2 de octubre del mismo año y aprobado por el Senado el 10 de diciembre.
Para la instalación del servicio de tranvías eléctricos la empresa adquirió 4 carros de pasajeros de segunda mano a la Compañía de Tranvías Anglo Argentina de Buenos Aires, que habían sido construidos por St. Louis Car Co. en Estados Unidos. Los tranvías eléctricos iniciaron sus servicios el 14 de marzo de 1918 y diversas publicaciones señalan que su trocha era de 1560 mm, transportando 130 567 pasajeros durante su primer año de operación.
Hacia 1919 el capital de la Compañía de Tranvías Eléctricos de Rengo era de 139 000 pesos de la época y poseía una flota de 4 carros motores y un remolque para pasajeros. En el mismo año la empresa fue adquirida por la Compañía General de Electricidad Industrial (CGEI) y el servicio se volvió inestable a partir de 1920, a lo cual se sumaron daños en las vías producto de una inundación en 1923, tras lo cual se suspendieron las operaciones y los carros eléctricos fueron vendidos a la empresa que operaba los tranvías de Talca.
Posteriormente se instalarían tranvías operados a gasolina, los cuales habrían circulado hasta 1927; el 27 de agosto de 1926 el gobierno chileno había autorizado a la Municipalidad de Rengo para levantar la línea de tranvías.